# Stefan Lindemann

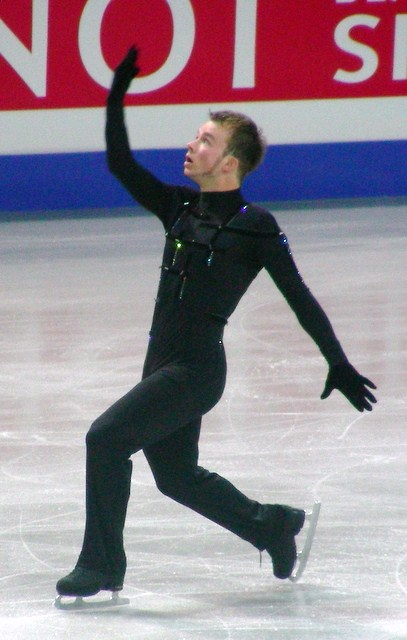
Stefan Lindemann

Stefan Lindemann (Erfurt, 30 september 1980) is een Duitse kunstschaatser.
Lindemann is actief als individuele kunstschaatser en werd in het verleden getraind door Ilona Schindler en Sonja Morgenstern. Zijn huidige trainster is Viola Striegler.
In 2000 werd hij de eerste Duitse wereldkampioen bij de junioren (jongens). Voor hem hadden enkel drie Oost-Duitse meisjes (1982-1984) en één Oost-Duits paar (1984) een Europese juniorentitel veroverd. In 2004 behaalde hij in Dortmund middels de bronzen medaille de eerste Duitse WK medaille bij de mannen sinds 1983, toen Norbert Schramm de zilveren medaille veroverde. In 2005 voegde hij een bronzen EK medaille aan zijn medaille oogst toe. Ook dit was de eerste Duitse medaille bij de mannen sinds 1984 toen Rudi Cerne (zilver) en Norbert Schramm (brons) een medaille wonnen. Nationaal behaalde hij zeven titels en twee zilveren medailles.
Vanaf het EK 2007 nam hij vanwege blessures en ziektes niet aan wedstrijden deel tot aan het NK van 2010.

## Persoonlijke records
| records             | punten | datum      | toernooi |
| ------------------- | ------ | ---------- | -------- |
| Hoogste totaalscore | 203.95 | 21-01-2010 | EK 2010  |
| Hoogste korte kür   | 70.19  | 20-01-2010 | EK 2010  |
| Hoogste lange kür   | 133.76 | 21-01-2010 | EK 2010  |

## Belangrijke resultaten
| Kampioenschap           | 1996 | 1997 | 1998 | 1999   | 2000 | 2001 | 2002 | 2003   | 2004  | 2005  | 2006 | 2007 |  | 2010 |
| ----------------------- | ---- | ---- | ---- | ------ | ---- | ---- | ---- | ------ | ----- | ----- | ---- | ---- |  | ---- |
| Olympische Spelen       |      |      |      |        |      |      |      |        |       |       | 21e  |      |  | 22e  |
| Wereldkampioenschap     |      |      |      | 13e    | 14e  | 18e  |      |        | Brons | 12e   |      | 12e  |  |      |
| Europees Kampioenschap  |      |      |      | 17e    | 8e   |      | 12e  | 12e    | 5e    | Brons | 12e  | 11e  |  | 9e   |
| Nationaal kampioenschap | 12e  | 5e   | 4e   | Zilver | Goud |      | Goud | Zilver | Goud  | Goud  | Goud | Goud |  | Goud |
| WK junioren             | 1996 | 1997 | 1998 | 14e    | Goud |      |      |        |       |       |      |      |  |      |